# Kuddeholm
Kuddeholm är en ö i Danmark.Den ligger i Region Själland, i den sydöstra delen av landet. Växtligheten på Kuddeholm består till största delen av gräsmarker, träskmarker och buskar.